# Flughafen Puerto Lempira

i7
i11
i13
Der Flughafen Puerto Lempira (IATA-Code: PEU, ICAO-Code: MHPL) ist ein Regionalflughafen bei der Stadt Puerto Lempira im Departamento Gracias a Dios im Nordosten von Honduras.

## Lage
Der Flughafen befindet sich innerhalb der Stadtgrenze von Puerto Lempira am Ufer der Caratasca-Lagune in einer Höhe von ca. 10 m; er ist die Hauptverbindung zum Rest des Landes, da es ansonsten nur eine – vor allem nach Regenfällen schwer zu befahrende – Piste gibt.

## Flüge
Täglich gehen Flüge nach La Ceiba.